# Nikolsk (Białoruś)
Nikolsk (biał. Мікольскае, Mikolskaje; ros. Никольское, Nikolskoje; hist. Nikolska Czapelka, Czapelka) – wieś na Białorusi, w obwodzie brzeskim, w rejonie małoryckim, w sielsowiecie Ołtusz, w pobliżu Jeziora Ołtuskiego.

## Historia
W XIX i w początkach XX w. położona była w Rosji, w guberni grodzieńskiej, w powiecie brzeskim.
W dwudziestoleciu międzywojennym leżała w Polsce, w województwie poleskim, w powiecie brzeskim, w gminie Ołtusz. W 1924 wieś liczyła 163 mieszkańców. Wszyscy mieszkańcy byli Białorusinami wyznania prawosławnego.
Po II wojnie światowej w granicach Związku Sowieckiego. Od 1991 w niepodległej Białorusi.